# Кесег
Кесег (угор. Kőszeg), історично відоме також як Гюнс (нім. Güns) — місто в медьє Ваш на заході Угорщини.

## Географія
Місто знаходиться в Західному Задунав'ї на кордоні з Австрією. Відстань до Будапешта — 220 км, до міста Сомбатгей, центру медьє Ваш, — 20 км. Через місто проходить автомобільна дорога Сомбатгей — Вінер-Нойштадт — Відень. Місто знаходиться в підніжжі найвищої гори Західної Угорщини — Іротт-ке.

## Історія
Місто засноване у третій третині XIII століття. Засновниками міста була родина Кесегі — гілка роду Гедер.
Незадовго до 1274 року Генрік I Кесегі та його син Іван перенесли двір своєї родини з Гюссінга до Кесега.
1327 року король Карл Роберт відібрав у родини Кесегі владу над містом, а за рік, у 1328 році, надав йому статус вільного королівського міста. Межі міста були встановлені за правління в Угорщині Анжуйської династії (1310—1387).
1392 року місто стало феодом, оскільки палатин Міклош Гараї повернув облігацію родини Еллербах королю Сигізмунду Люксембургу. Правління родини Гараї в місті завершилося 1441 року.
Під час війн проти османів у XVI столітті Кесег став центральним місцем кампанії Сулеймана I у 1532 році. 5-30 серпня великий візир Ібрагім-паша провів 19 значних штурмів міста. Невеликий загін із 700—800 угорських, хорватських та німецьких солдатів на чолі з Ніколою Юрішичем відбили понад 100-тисячне османське військо під час облоги Кесега. Після останнього невдалого штурму турки зняли облогу з міста внаслідок повстання яничар.
1695 року, в ході Великої турецької війни, Кесег опинився в руках родини Естергазі.
Після повстання Ракоці (1703—1711) місто втратило своє стратегічне значення. У 1705—1708 роках, разом із Сомбатгеєм, Кесег був однією з найважливіших для куруців фортець, необхідних для захоплення теренів на захід від Раби.
1712 року проблему втрати містом населення під час війн спробували вирішити заселенням сюди колоністів та створенням для них окремого населеного пункту Швабендорф (Кесегфолво).
Остаточно свою роль у медьє Ваш Кесег втратив до середини XIX століття.
Під час Другої світової війни євреї Кесега були одними з останніх, кого депортували до Освенцима влітку 1944 року. Пізніше того ж року нацисти заснували в місті трудовий табір, в якому від тифу померло близько 4500 людей. З приходом Червоної армії табір було закрито.
Коли Червона армія в березні 1945 року підійшла до міста, командувач тутешніх угорських військ Бела Кірай здав місто, щоб воно не зазнало руйнувань.

## Населення
1880 року в Кесегу проживала 7301 особа. Більшість із них складали німці (за даними 1495, 1715 та 1784 років, тут також проживала німецька етнічна більшість). Німецькі жителі були переважно лютеранами. За часів Австро-Угорщини (1867—1918) більшість населення змадяризували.
Після Другої світової війни було офіційно вислано 117 німців, проте, ймовірно, вислали загалом більше людей, оскільки населення міста зменшилося з 10 320 у 1941 році до 8780 у 1949 році.
У 2008 році населення міста перевищило 12 тисяч осіб. Проте в 2011 році, згідно переписом населення, в Кесегу проживала вже лише 11 691 особа. Національний склад за переписом 2011 року такий:
- угорці — 82,7 %;
- німці — 5,2 %;
- хорвати — 2,3 %;
- не вказали — 17 %.

Релігійний склад на 2011 рік:
- католики — 49,9 %;
- лютерани — 7,1 %;
- реформати — 2,3 %;
- не належать до жодної конфесії — 7,9 %;
- не вказали — 31,8 %.

## Міста-побратими
Кесег є членом-засновником Douzelage — унікальної асоціації міст-побратимів у ЄС та Великій Британії, заснованої 1991 року. Окрім Кесега, членами Douzelage є:
- Шерборн,  Велика Британія
- Альтеа,  Іспанія
- Бад-Кецтинг,  Німеччина
- Белладжо,  Італія
- Бандоран,  Ірландія
- Гренвіль,  Франція
- Хольстебро,  Данія
- Уффаліз,  Бельгія
- Превеза,  Греція
- Меерсен,  Нідерланди
- Нідеранвен,  Люксембург
- Сезімбра,  Португалія
- Юденбург,  Австрія
- Карккіла,  Фінляндія
- Окселесунд,  Швеція
- Хойна,  Польща
- Сігулда,  Латвія
- Сушице,  Чехія
- Тюрі,  Естонія

Крім того, Кесег має такі міста-побратими:
- Медлінг, Австрія;
- Сенець, Словаччина;
- Сень, Хорватія;
- Файгінген-ан-дер-Енц, Німеччина.

## Відомі особистості
- Імре Фестетіч (1710—1790), генетик;

- Андраш Гадік (1711—1790), військовик;
- Йоганн Баптист Горват (1732—1799), фізик;
- Йожеф Фабчич (1753—1809), письменник і перекладач;
- Філіпп Шей фон Коромла (1798—1881), торговець та філантроп;
- Фрідріх Шей фон Коромла (1815—1881), торговець та філантроп;
- Ніколаус фон Ікскюлль-Гілленбанд (1877—1964), німецький бізнесмен;
- Дьюла Лорант (1923—1981), футболіст;
- Агота Крістоф (1935—2001), письменниця;
- Андраш Арато (нар. 1945), інженер-електрик;
- Золтан Керекі (нар. 1953), футболіст;
- Ласло Дворак (нар. 1964), борець;
- Генріетт Коос (нар. 1980), австрійська тенісистка-паралімпійка.

## Визначні місця

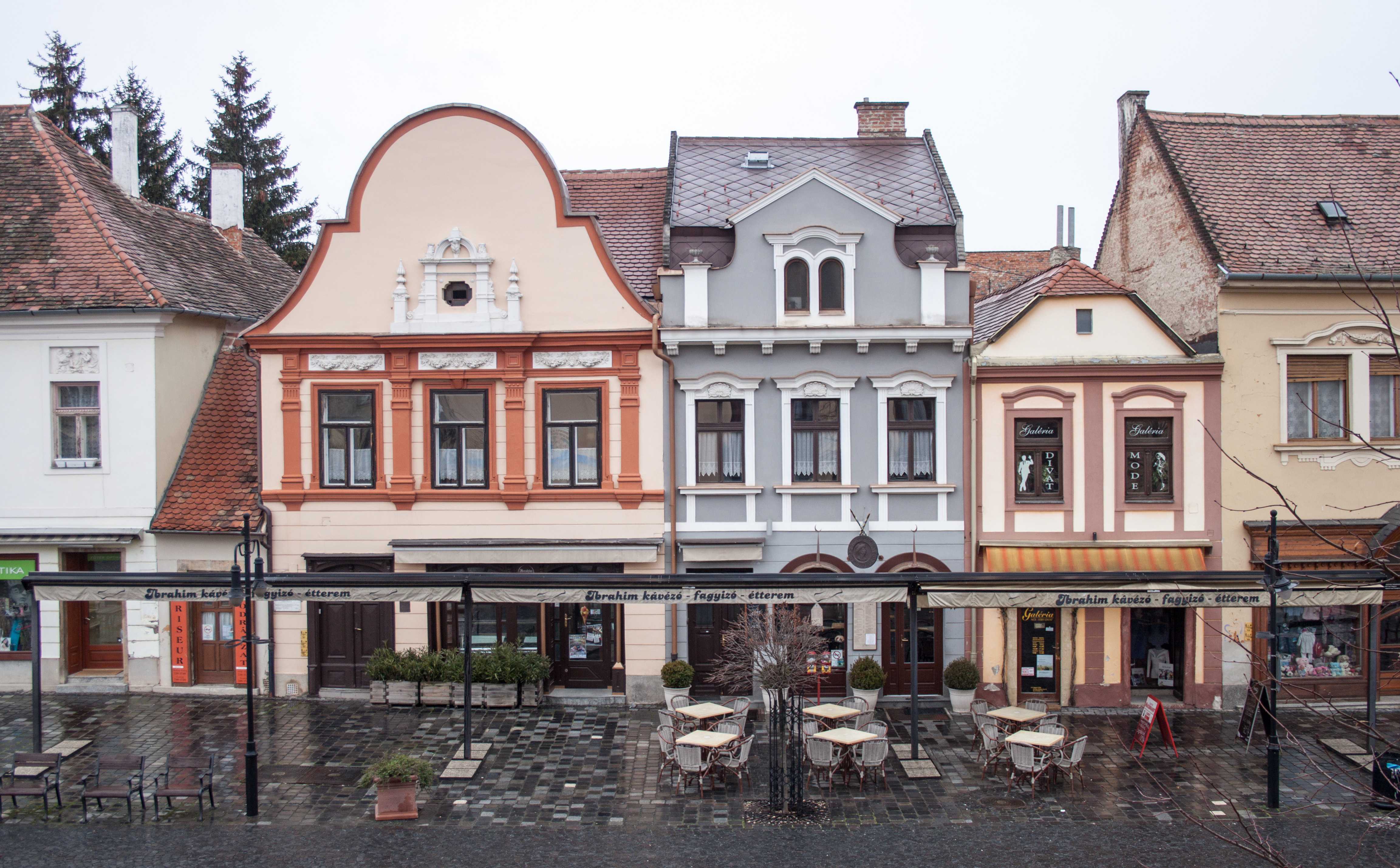
Головна площа
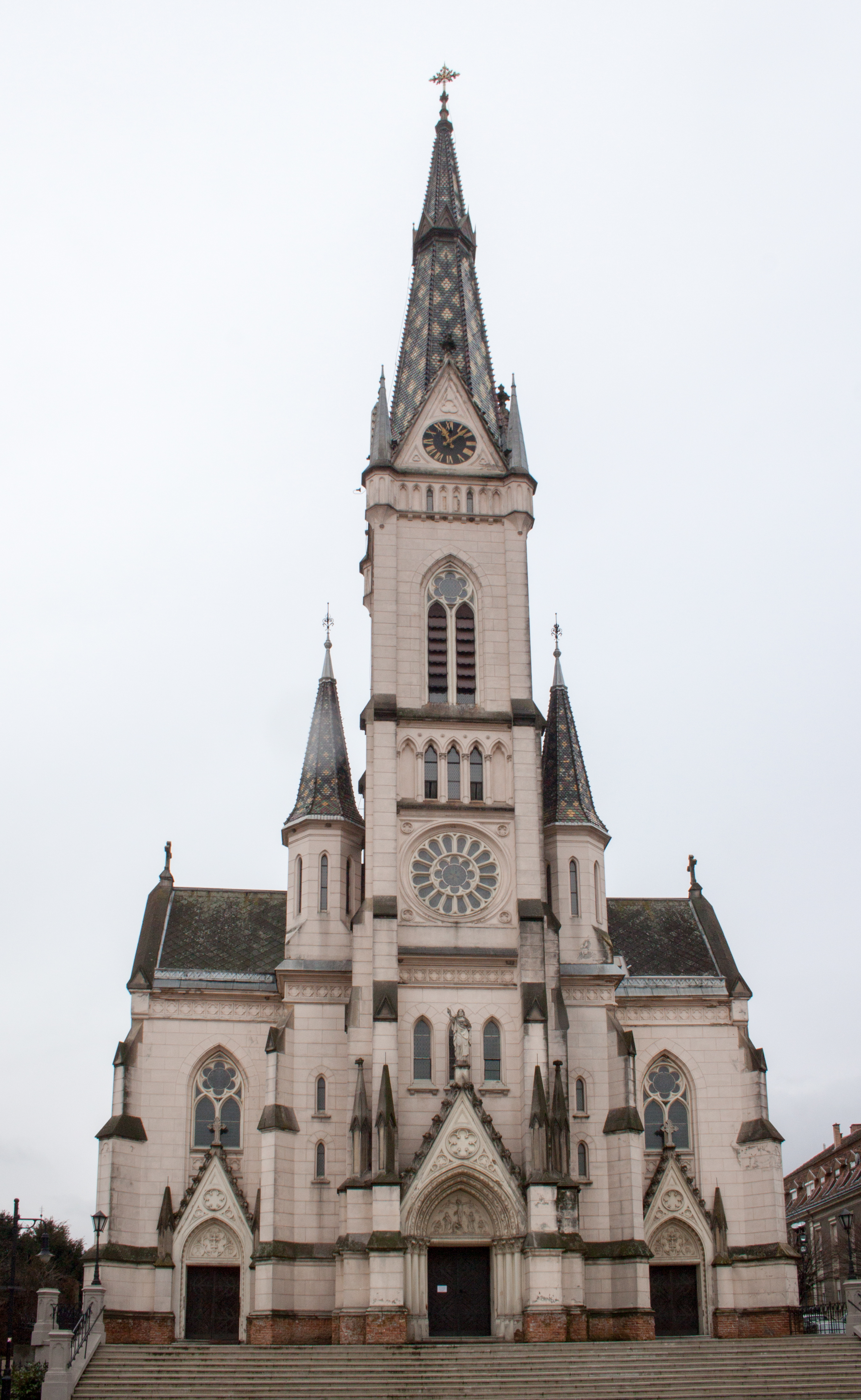
Церква Пресвятого Серця Господня
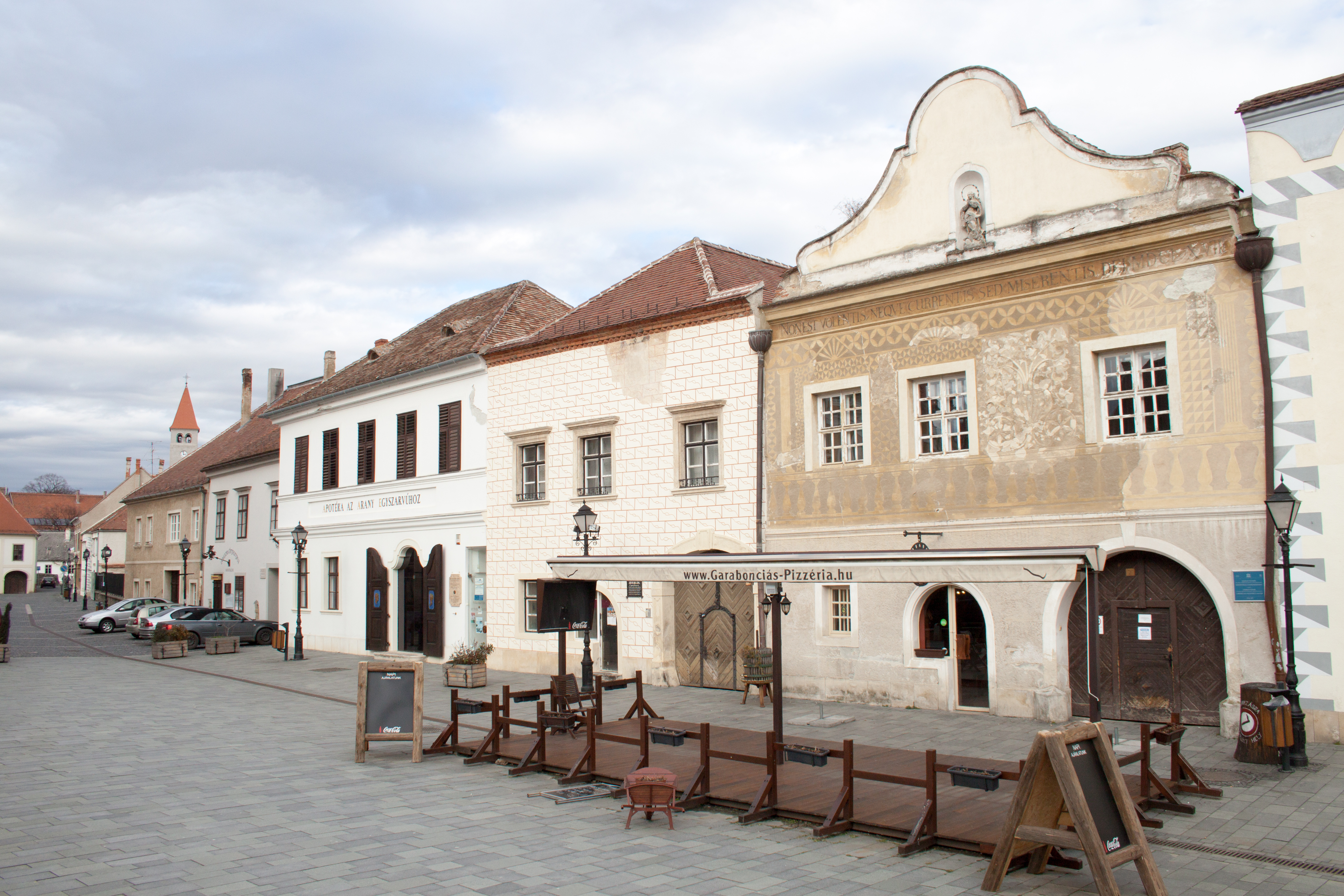
Площа Юлішіча
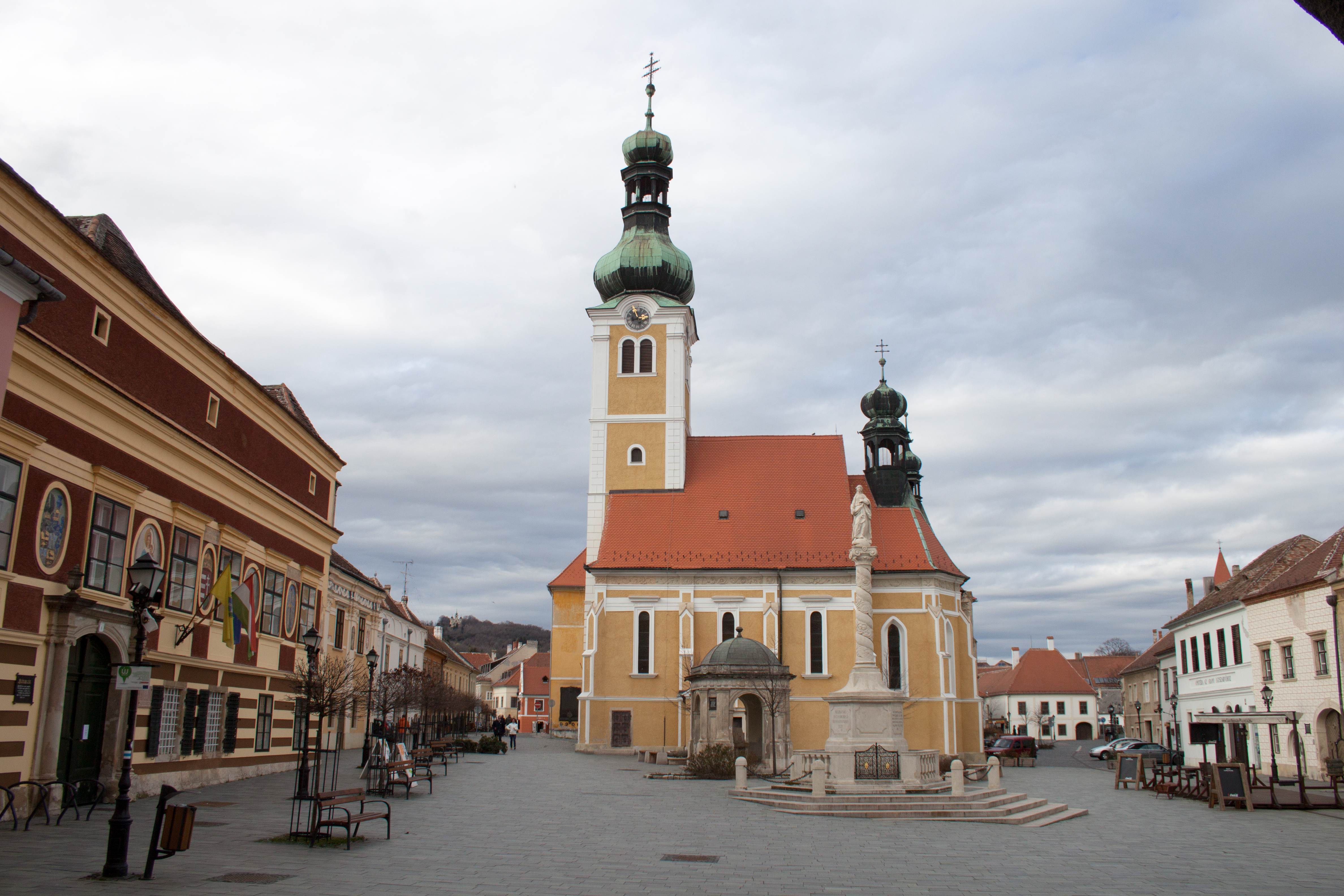
Церква святого Емеріха
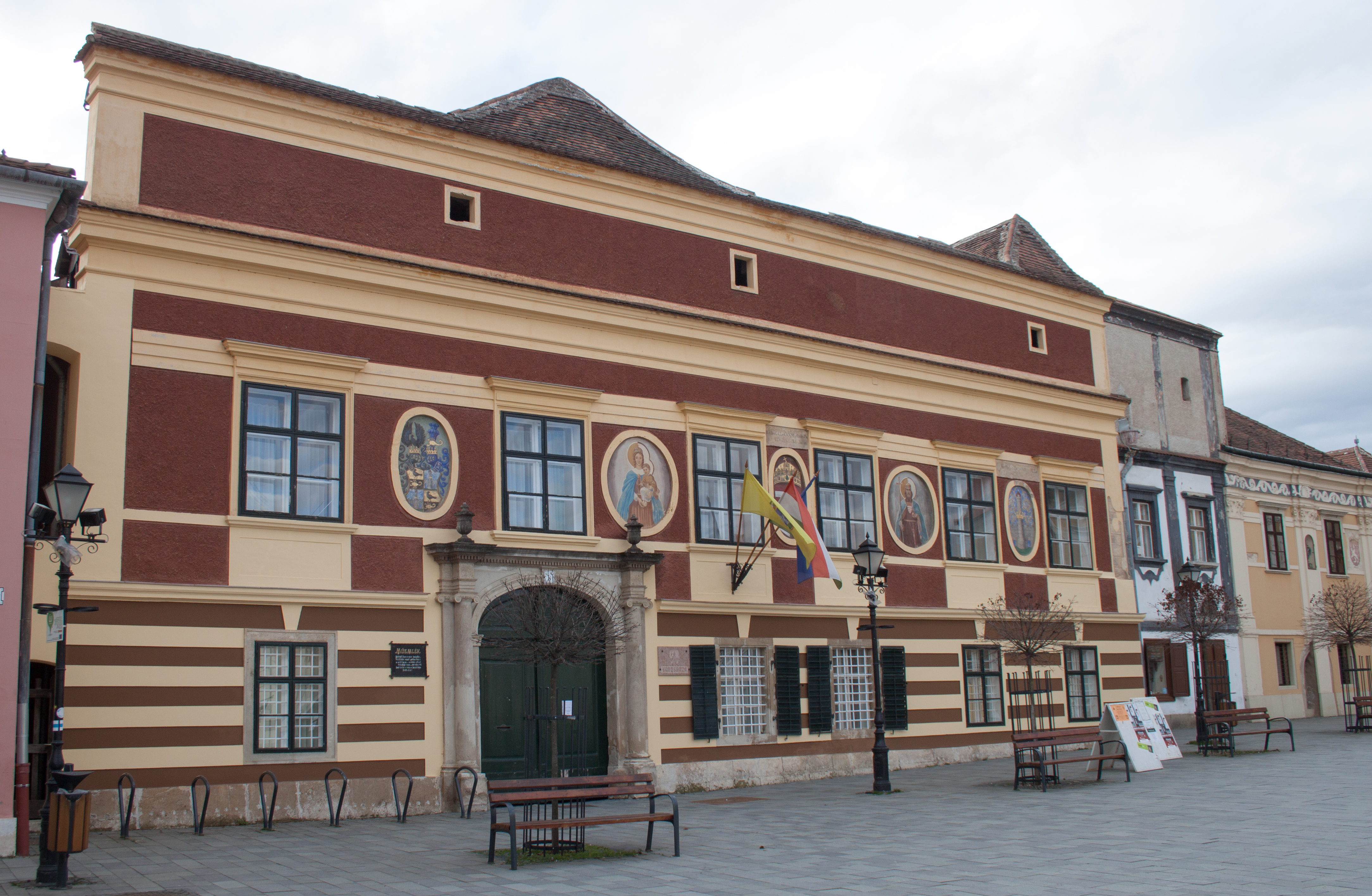
Міська рада
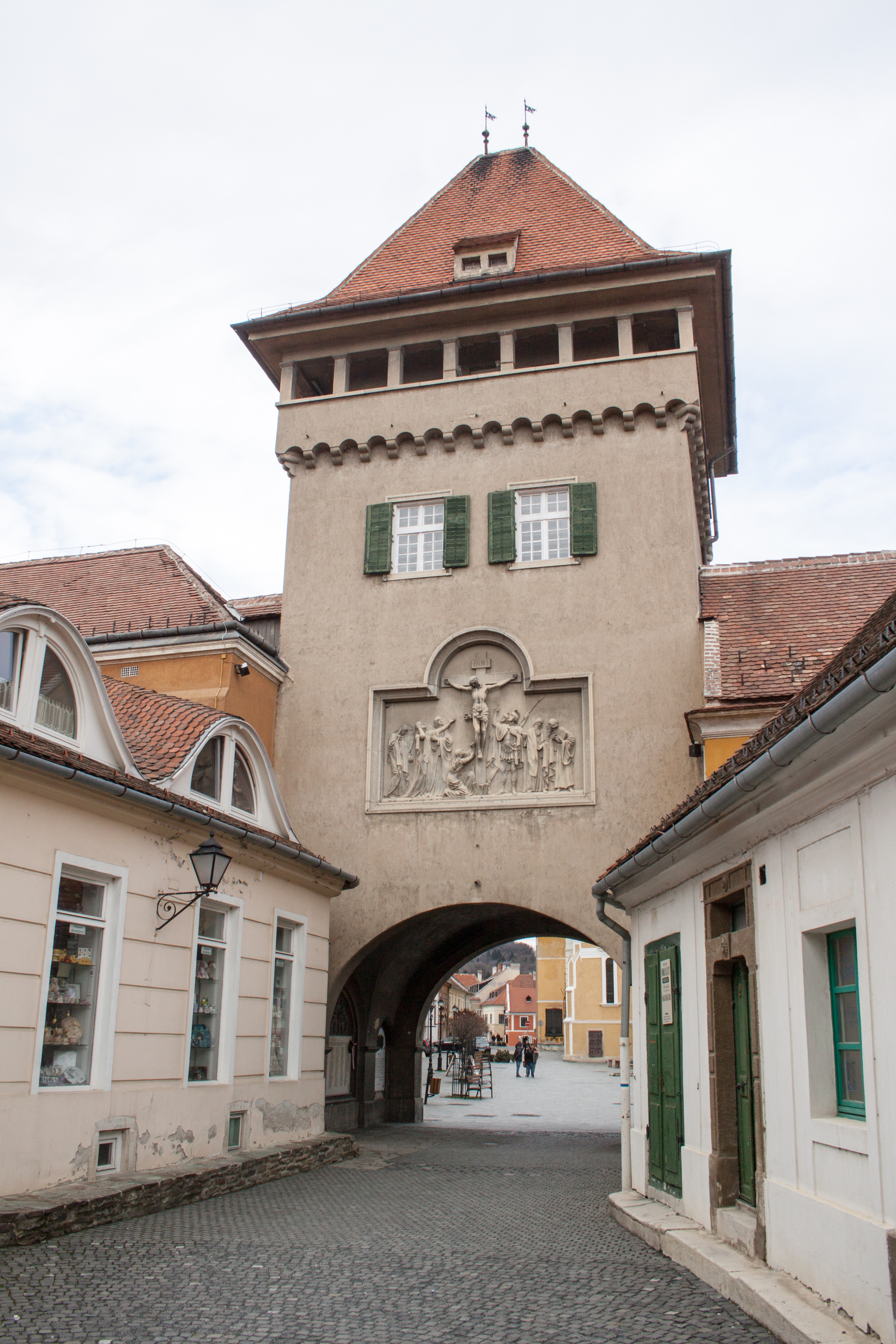
Вежа Героїв
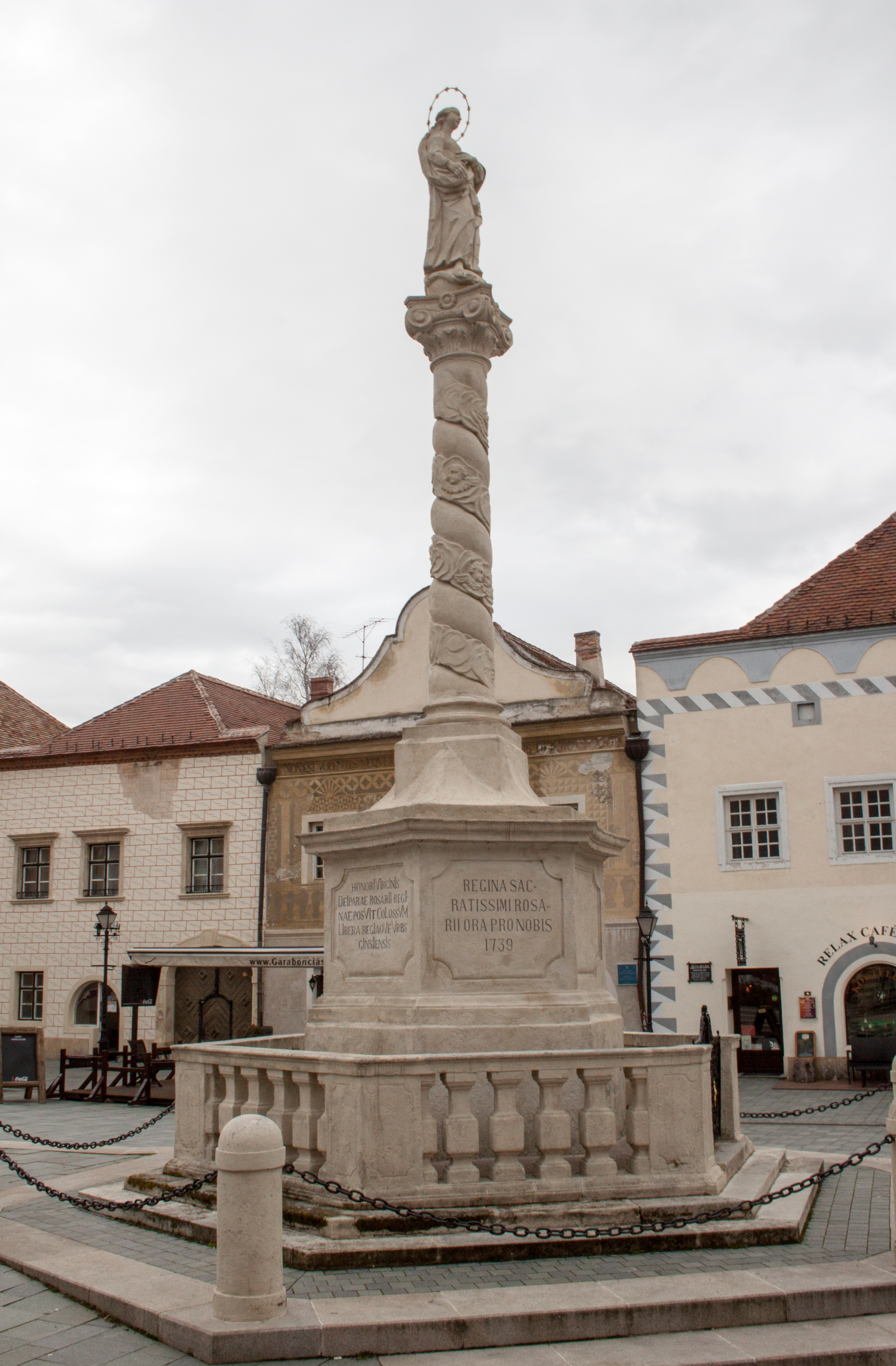
Колона Марії
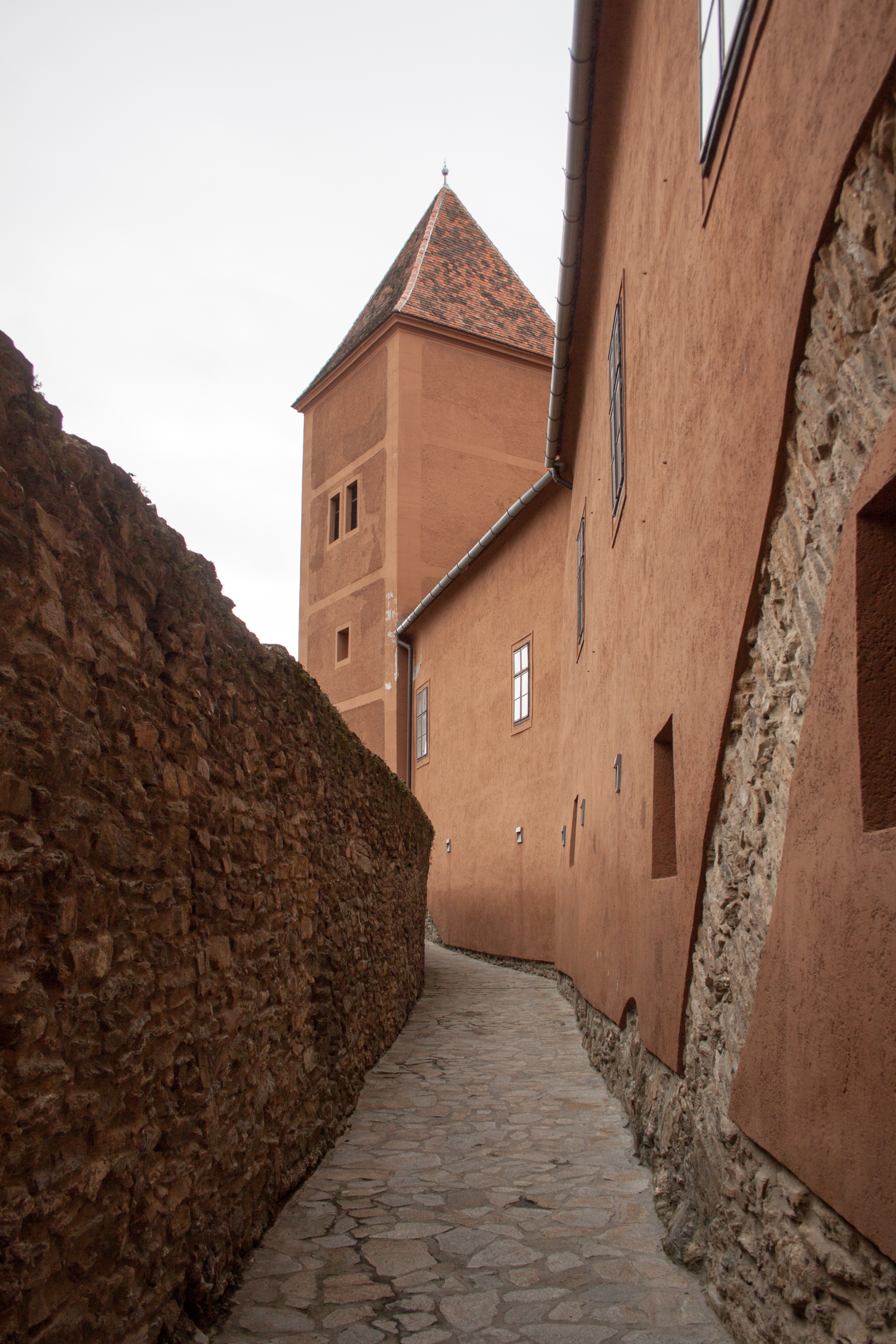
Замок Юрішича
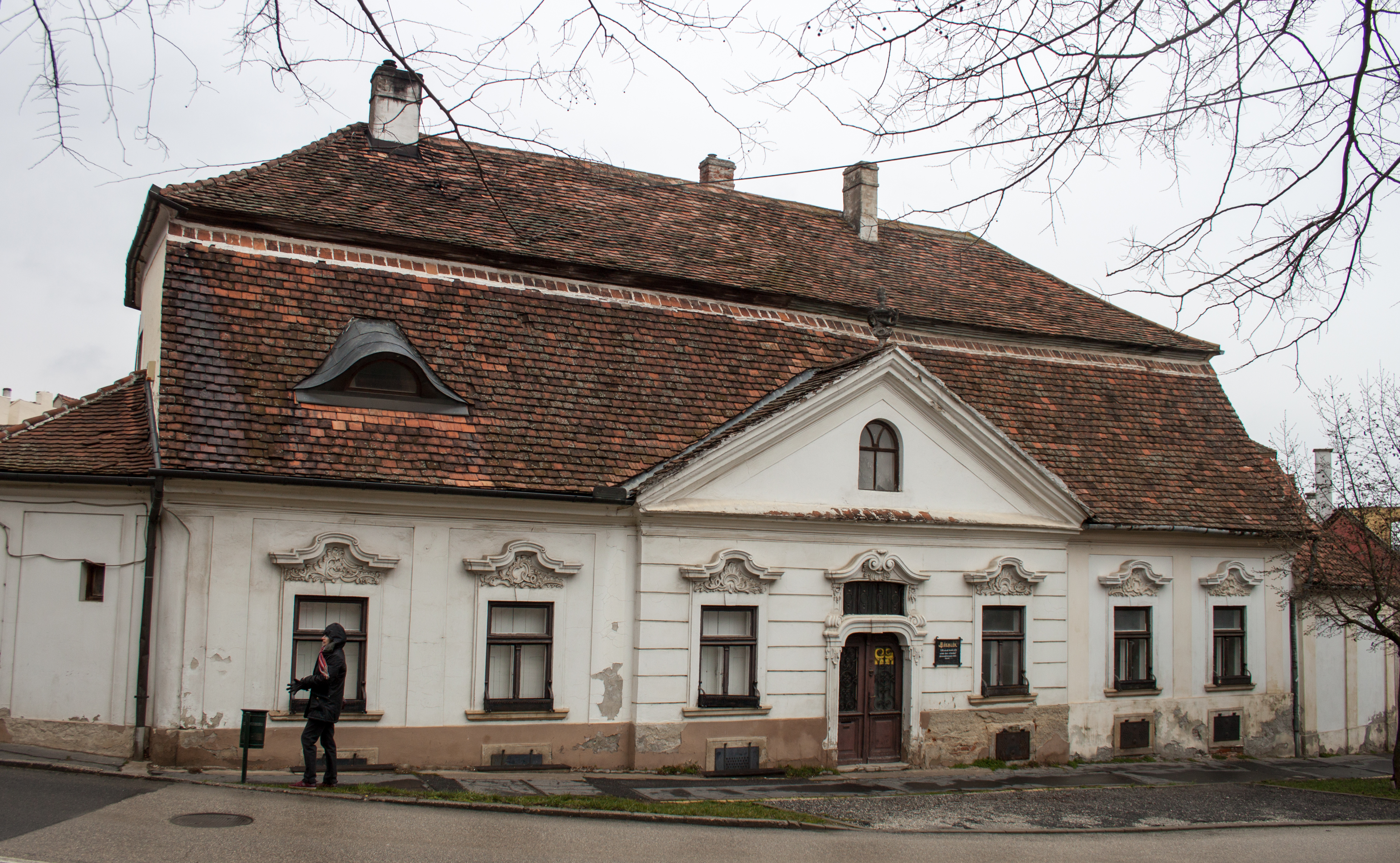
Барокова споруда
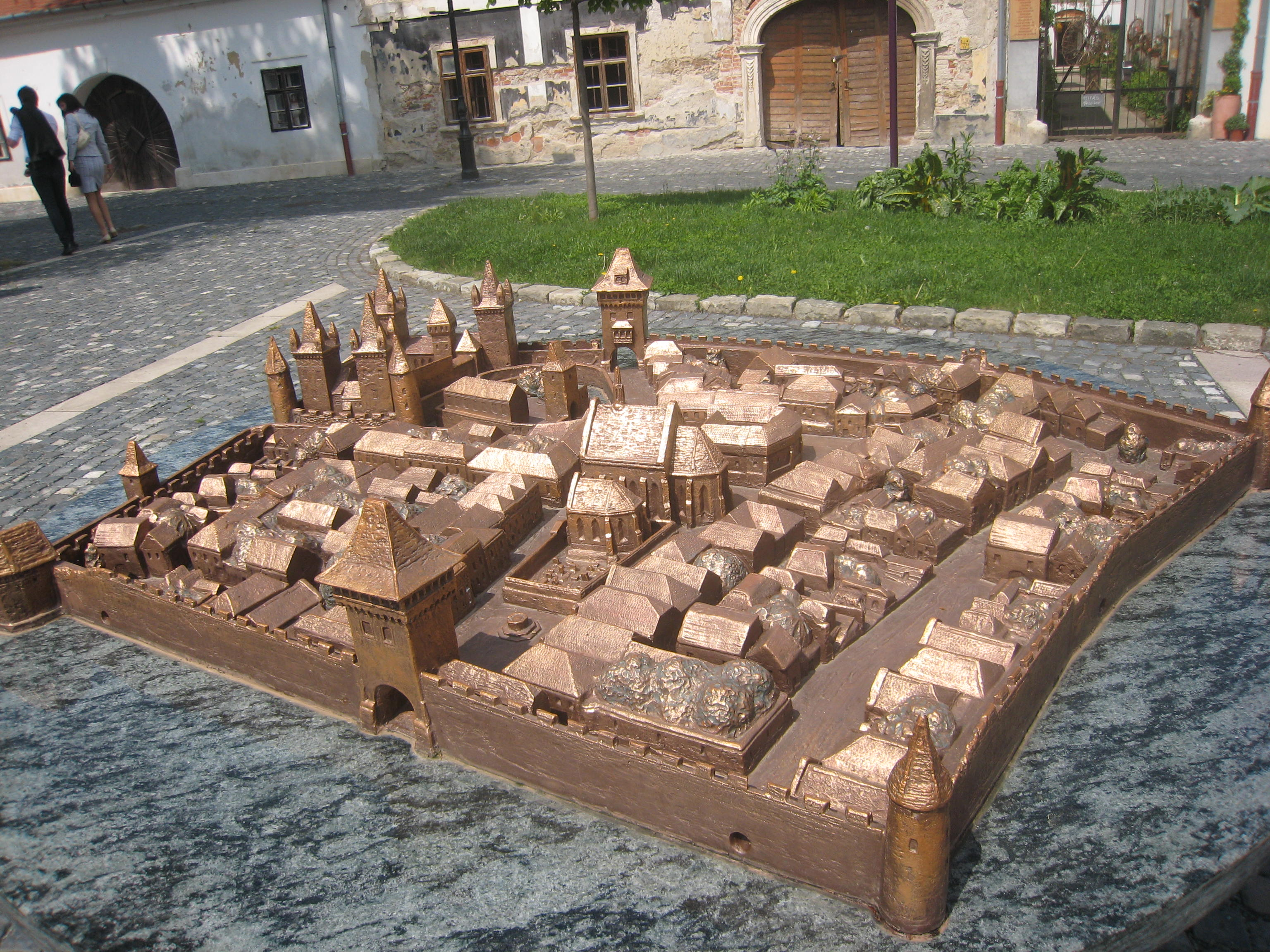
Макет міста в середньовіччі
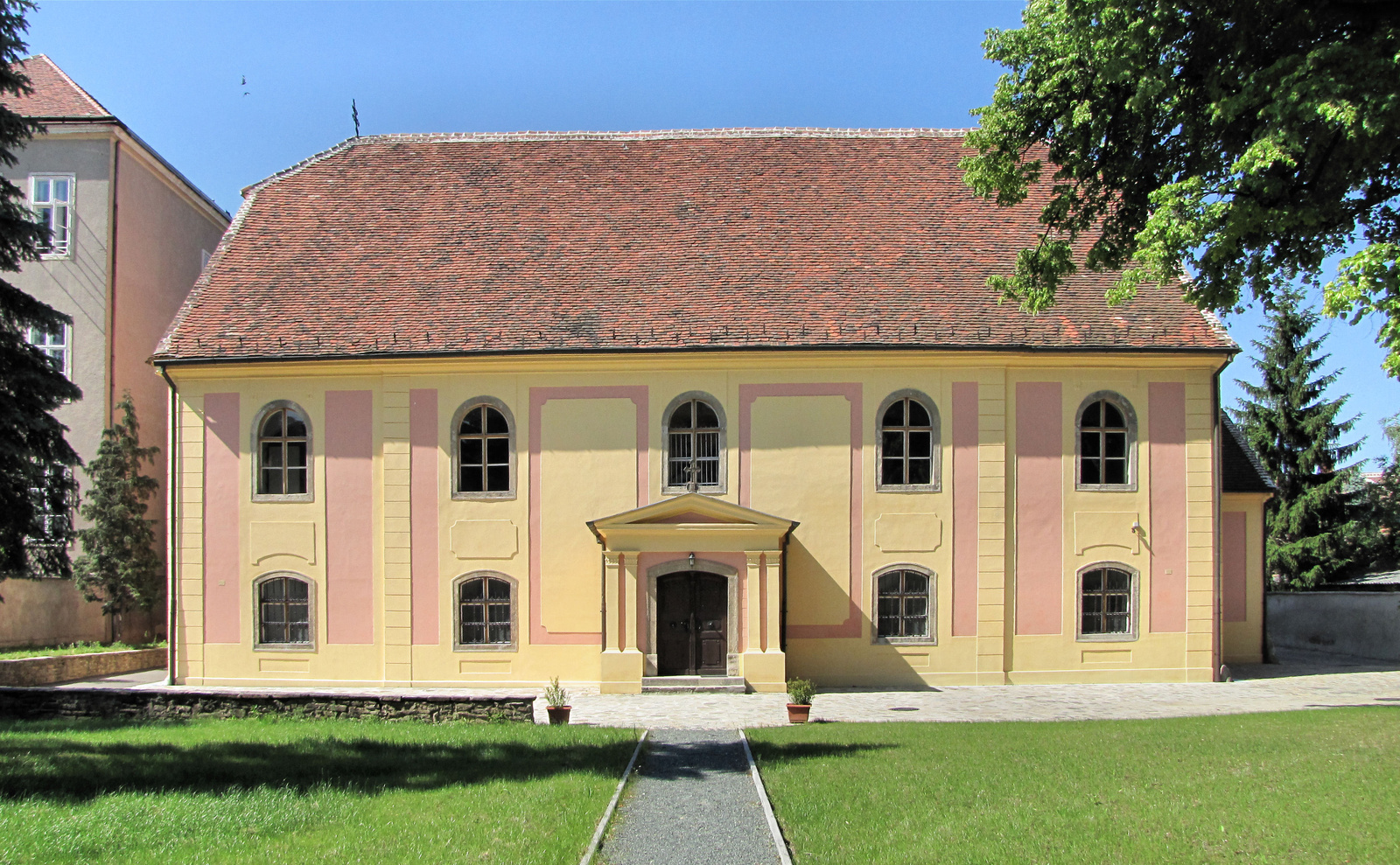
Лютеранська кірха